# Ferdi Kübler
Pour les articles homonymes, voir Kübler.

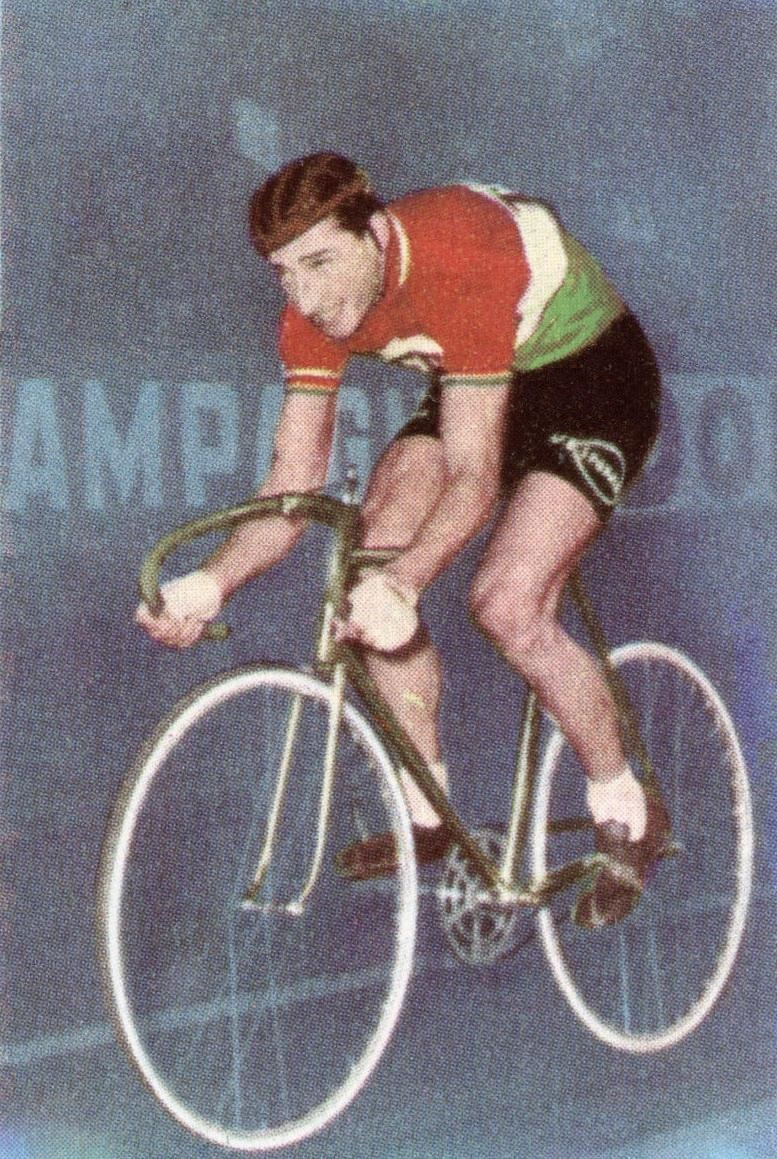
Ferdi Kübler, en Italie.

Ferdinand Kübler, dit Ferdi ou Ferdy Kübler, né le 24 juillet 1919 à Marthalen et mort le 29 décembre 2016 à Zurich, est un coureur cycliste suisse, professionnel entre 1940 et 1957. Il compte plus de 400 victoires dont le Tour de France 1950 et le championnat du monde sur route 1951. Il compte également à son palmarès des prestigieuses classiques, comme Liège-Bastogne-Liège et la Flèche wallonne, ainsi que des courses par étapes, notamment le Tour de Suisse et le Tour de Romandie. Considéré comme l'un des meilleurs coureurs suisses de l'histoire, il s'adjuge à trois reprises le Challenge Desgrange-Colombo.

## Biographie
Surnommé « Le Fou pédalant », « L'Homme cheval », il est grand au teint très hâlé. On l'a aussi surnommé le cow-boy à cause de son goût pour les chapeaux Stetson.
Fils d'Alfred Kübler et de Lina Ehrensperger, il est issu d'une famille pauvre de cinq enfants. Il a trois frères, Alfred, Max et Paul, et une sœur, Lydia, qui meurt à l’âge de quatre ans,. Sa mère meurt à la suite d'une chute à vélo en 1947. Il décide de faire du cyclisme un métier, contre l'avis de son père. Il déclare en 2003 : « Je luttais pour manger, pour avoir une vie meilleure. J'ai gagné le Tour de France parce que j'en ai rêvé, parce que je savais qu'après je ne serais plus jamais pauvre. À l'arrivée à Paris, mon père n'était pas là. Cela ne l'intéressait pas. ».
Il devient coureur professionnel en 1940, mais ses débuts dans la compétition se limitent à la Suisse, du fait de l'occupation nazie dans une grande partie de l'Europe. Il est multiple champion national et triple vainqueur du Tour de Suisse. Ses années les plus fastes au niveau international se situent entre 1950 et 1952, quand les classiques ont repris après la Seconde Guerre mondiale. Il remporte la Flèche wallonne et Liège-Bastogne-Liège, à la fois en 1951 et 1952, à une époque où ces courses sont encore disputées dans le même week-end. Il devient également champion du monde sur route en 1951, après avoir terminé deuxième en 1949 et troisième en 1950.
Il participe au Tour d'Italie entre 1950 et 1953, se classant quatrième puis troisième à deux reprises. Il abandonne les Tours de France 1947 et 1949, en dépit d'une victoire d'étape à chaque fois. Lors du Tour 1950, il bénéficie de l'absence de Fausto Coppi, mis à l'écart après une chute sur le Giro. Après l’abandon de Gino Bartali dans les Pyrénées, il prend le meilleur sur les autres favoris, et s'impose avec plus de neuf minutes d'avance sur Stan Ockers et plus de vingt minutes sur Louis Bobet, remportant également trois étapes. Il devient le premier lauréat suisse du Tour de France. Lors du Tour de France 1954, Kübler remporte le classement par points et se classe deuxième du général derrière Louison Bobet.
Pendant le Tour 1955, il abandonne à l'issue de la 11e étape qui emprunte le mont Ventoux et met ainsi un terme à sa carrière sur les grands tours. Le Suisse attaque lors de la montée du mont Chauve et Géminiani le prévient : « Attention, Ferdinand, le Ventoux n'est pas un col comme les autres ». Kübler lui répond : « Ferdi n'est pas non plus un coureur comme les autres ! ». Après son abandon, Kübler prononce des mots qui deviendront célèbres : « Ferdi, il est trop vieux. Il a mal. Ferdi s'est tué ! Ferdi s'est tué dans le Ventoux ! ». Pendant ce Tour, il semble bien que Kübler se soit dopé. Il zigzaguait pendant la montée du mont Ventoux et s'est mis à pousser des cris de tous côtés à la fin de la course. Pendant le contrôle des chambres les commissaires ont trouvé des produits dopants et des seringues. Par la suite pourtant, au cours d'interviews, Kübler a nié s'être jamais dopé.
Il raccroche en 1957, âgé de 38 ans. En 1983, il est élu « Sportif suisse le plus populaire des cinquante dernières années ». Moniteur de ski diplômé, il est devenu un commerçant prospère à sa reconversion.
Ferdi Kübler meurt le 29 décembre 2016, à l'âge de 97 ans, dans un hôpital de Zurich où il avait été admis quelques jours plus tôt à la suite d'un refroidissement. Avant sa mort, il est le plus vieux vainqueur vivant du Tour de France.

## Postérité
En 1983, Ferdi Kübler est élu « Sportif le plus populaire des derniers 50 ans » et « Sportif du Siècle » en Suisse. Vingt ans plus tard, en 2003, il reçoit le « Prix d’honneur du Crédit Suisse ». En 2002, Ferdi Kübler fait partie des coureurs retenus dans le Hall of Fame de l'Union cycliste internationale.
Ferdinand Kübler est l'objet d'un souvenir de Georges Perec.

## Style et personnalité
L'écrivain Roland Barthes évoque Ferdi Kübler dans ses Mythologies. Il affirme que l'utilisation du diminutif Ferdi en lieu et place du prénom Ferdinand accompagne « l'entrée dans l'ordre épique » du coureur qui devient alors une véritable icône patriotique. Le journaliste Jacques Augendre, spécialiste du Tour de France, le considère comme le plus grand coureur suisse de l'histoire, devant Hugo Koblet. Bon rouleur, attaquant remarquable, il est présenté comme un coureur énergique, sincère et authentique.

## Rivalité Kübler-Koblet
Le début des années 1950 apparaît comme l'âge d'or du cyclisme helvétique avec la victoire de Ferdi Kübler sur le Tour 1950 puis celle d'Hugo Koblet l'année suivante, mais ces succès soulèvent chez les journalistes et les spécialistes du cyclisme une véritable opposition manichéenne entre les deux personnages. Koblet et Kübler sont présentés comme « les figures antagonistes du bon et du mauvais ». Ainsi, le journaliste Maurice Vidal décrit Kübler comme « un diable […] aussi noiraud, violent, désordonné, diabolique […], que l'autre était blond, doux et harmonieux ». Un journaliste de l'hebdomadaire suisse La Semaine sportive écrit en 1964 : « Kübler avait remporté le Tour de France à la façon d'un aigle. Koblet, une année après, le gagna avec la légèreté d'une colombe. C'est bien pour cela qu'on le nomma le pédaleur de charme. ». Reconnaissant le talent de Ferdi Kübler, Martin Lang, biographe de Koblet, considère que ce dernier représentait « la classe à l'état pur ». Kübler apparaît comme un coureur perfectionniste, un travailleur acharné qui passe des heures à l'entraînement tandis que Koblet semble capable d'atteindre ses meilleures performances avec un minimum d'entraînement, ce qui fait dire à Jean-François Loudcher et Monica Aceti : « Fidèle à la fable de la Fontaine, Hugo Koblet est la cigale généreuse et dispendieuse tandis que Ferdi représente l'ambitieuse et laborieuse fourmi. »
L'opposition entre les deux champions suisses est aussi marquée entre leurs supporters. Soignant son apparence, Koblet représente une culture moderne, en avance sur son temps, tandis que Kübler incarne des valeurs plus traditionnelles et conservatrices, celles d'une culture plus populaire, axée sur le travail et la volonté. Hugo Koblet cultive son image de jeune premier, de fils de bonne famille misant avant tout sur son talent pour réussir tandis que Kübler affiche l'image d'un coureur méritant qui incarne le dépassement personnel, la persévérance et l'opiniâtreté. Cette représentation est approuvée par le journaliste Hanspeter Born, qui consacre une biographie à Ferdi Kübler.

« Ferdi était un enfant du peuple, il reflétait les vertus et les faiblesses des Suisses. En lui, chacun pouvait se reconnaître. […] D'une certaine manière Hugo était « unschweizerisch » par son mépris de grand seigneur des représentations morales courantes, par son insouciance heureuse, par ses manières mondaines, avec son esprit généreux et ouvert. Koblet semblait être toujours au-dessus des choses dans la chance ou le malheur et cela plaisait en particulier à une jeunesse urbaine, marquée depuis la guerre, qui se sentait lentement à l'étroit dans une Suisse rigide. […] Koblet était quelque chose qui en Suisse était toujours très suspect. Un hédoniste, un jouisseur. »

## Palmarès

### Palmarès sur route

#### Par année
| - 1940 - À travers Lausanne - 2e du championnat de Suisse de la montagne - 1941 - Champion de Suisse de la montagne - 2e étape du Tour de Suisse - À travers Lausanne - 3e du Circuit des Trois Lacs - 3e du Tour du Nord-Ouest de la Suisse - 3e du Tour de Suisse - 3e du Grand Prix des Nations (zone libre) - 1942 - Champion de Suisse de la montagne - Tour de Suisse : - Classement général - 2e étape - À travers Lausanne - 7e du Grand Prix des Nations - 1943 - Championnat de Zurich - Tour du Nord-Ouest de la Suisse - 1945 - À travers Lausanne - 2e du Tour du Nord-Ouest de la Suisse - 2e de Zürich-Davos Dorf - 6e du Grand Prix des Nations - 1947 - 1re et 5e étapes du Tour de France - 3e étape du Tour de Suisse - 3e du Championnat de Zurich - 3e du Tour de Romandie - 4e du Tour de Suisse - 1948 - Champion de Suisse sur route - Tour de Romandie : - Classement général - 1re et 3e étapes - Tour de Suisse : - Classement général - 1rea, 3eb, 6e et 7eb étapes - Grand Prix de Suisse (contre-la-montre) - 2e du Grand Prix des Nations - 7e du championnat du monde sur route - 1949 - Champion de Suisse sur route - Tour du Nord-Ouest de la Suisse - Tour des Quatre Cantons - 5e étape du Tour de France - Grand Prix de Suisse (contre-la-montre) - 2e du Tour de Romandie - 2e du Tour de Lombardie - Médaillé d'argent du championnat du monde sur route - 1950 - Challenge Desgrange-Colombo - Champion de Suisse sur route - Tour du Tessin - Grand Prix de l'industrie et du commerce de Prato - 5e étape du Tour de Romandie - Tour de France : - Classement général - 6e (contre-la-montre), 16e et 20e (contre-la-montre) étapes - Grand Prix de Lugano (contre-la-montre) - Course de côte de l'Aspin - 2e du Championnat de Zurich - Médaillé de bronze au championnat du monde sur route - 4e du Tour de Romandie - 4e du Tour d'Italie - 5e du Tour de Suisse - 5e du Tour de Lombardie - 9e de Milan-San Remo | - 1951 - Champion du monde sur route - Champion de Suisse sur route - Tour du Tessin - GP Cyclomotoristico : - Classement général - 1re, 2ec (contre-la-montre) et 3eb étapes - Flèche wallonne - Liège-Bastogne-Liège - Week-end ardennais - Tour de Romandie : - Classement général - 1rea, 1reb, 2e et 4e étapes - Tour de Suisse : - Classement général - 2ea et 4e étapes - Tour de la Suisse centrale - 2e du Grand Prix de Suisse - 2e du Trophée Baracchi (avec Gino Bartali) - 3e du Grand Prix de Lugano - 10e de Paris-Roubaix - 1952 - Challenge Desgrange-Colombo - Tour du lac Léman - Tour du Tessin - Flèche wallonne - Liège-Bastogne-Liège - Week-end ardennais - 6e étape du Tour de Suisse - 2e du Tour de Suisse - 2e de la course de côte de Sierre-Montana - 3e du Tour d'Italie - 4e de Paris-Roubaix - 6e du Grand Prix des Nations - 10e du championnat du monde sur route - 10e du Tour de Lombardie - 1953 - Bordeaux-Paris - 3eb étape du Tour de Romandie - 1re étape du Tour de Luxembourg - 8e étape du Tour de l'Ouest - 2e de la Flèche wallonne - 2e de Paris-Tours - 3e du Critérium des As - 3e du Grand Prix de Lugano - 7e du Tour de Romandie - 7e du championnat du monde sur route - 10e de Milan-San Remo - 1954 - Challenge Desgrange-Colombo - Champion de Suisse sur route - Tour du Tessin - Week-end ardennais - Tour de France : - Classement par points - 4ea étape (contre-la-montre par équipes), 5e et 14e étapes - 2e de Gand-Wevelgem - 2e de la Flèche wallonne - 2e du Tour du Nord-Ouest de la Suisse - 2e du Grand Prix de Suisse - 2e de Lucerne-Engelberg - 3e de Paris-Bruxelles - 3e de Liège-Bastogne-Liège - 4e de Paris-Roubaix - 1955 - 5e étape du Tour de Suisse - 4e du Tour de Suisse - 1956 - Milan-Turin - 2e du Tour des Quatre Cantons |  |

#### Résultats sur les grands tours

##### Tour de France
5 participations
- 1947 : abandon (7e étape), vainqueur des 1re et 5e étapes,  maillot jaune pendant 1 jour
- 1949 : abandon (18e étape), vainqueur de la 5e étape
- 1950 :  Vainqueur du classement général, vainqueur des 6e (contre-la-montre), 16e et 20e (contre-la-montre) étapes,  maillot jaune pendant 11 jours
- 1954 : 2e,  vainqueur du classement par points, vainqueur des 4ea (contre-la-montre par équipes), 5e et 14e étapes
- 1955 : abandon (12e étape)

##### Tour d'Italie
4 participations
- 1950 : 4e
- 1951 : 3e
- 1952 : 3e
- 1953 : abandon

### Palmarès sur piste
| - 1940 - Champion de Suisse de poursuite - 1941 - Champion de Suisse de poursuite - Omnium de Zurich - Américaine de Zurich (avec Paul Egli) - Poursuite de Zurich - 1942 - Poursuite de Nice - Individuelle de Zurich - 2e de l'omnium du Vigorelli (avec Fausto Coppi) - 1943 - Champion de Suisse de poursuite - Américaine de Zurich (avec Paul Egli) - 1944 - 2e du championnat de Suisse de poursuite - 1946 - 3e de l'américaine de Zurich (avec Rik Van Steenbergen) | - 1947 - Omnium de Zurich (a) (avec Hans Knecht) - Omnium de Zurich (b) (avec Oscar Plattner) - Poursuite de Saint-Étienne (avec Arne-Werner Pedersen) - Individuelle d'Ostende - 2e des Six Jours de Paris (avec Hans Knecht) - 1949 - Omnium d'Ostende (avec Marcel Kint) - 1951 - Prix Dupré-Lapize (américaine avec Armin von Büren) - 3e des Six Jours de Hanovre (avec Harry Saager) - 1953 - 2e des Six Jours d'Alger (avec Jean Goldschmit) - 3e des Six Jours de Berlin (avec Oscar Plattner) - 1957 - Omnium de Sion |  |

### Palmarès en cyclo-cross
| - 1940 - 3e du championnat de Suisse de cyclo-cross | - 1945 - Champion de Suisse de cyclo-cross |  |

### Records
- Record de l'heure : 43,651 km (1941) ?
- Record du 20 km : 27 min 25 s (1941)
- Record du 10 km : 13 min 30 s 3 (1941)

### Distinctions
- Challenge Desgrange-Colombo : 1950, 1952, 1954 (2e : 1951)
- Trophée Edmond Gentil (exploit cycliste de l'année) : 1950
- Coureur suisse de l'année : 1943, 1948